# Elgton Jenkins
Elgton Jenkins (Clarksdale, 26 dicembre 1995) è un giocatore di football americano statunitense che milita nel ruolo di centro per i Green Bay Packers della National Football League (NFL).

## Carriera universitaria
Tavai al college giocò a football con i Mississippi State Bulldogs dal 2015 al 2018. Nell'ultima stagione fu premiato come All-American da diverse pubblicazioni.

## Carriera professionistica
Tavai fu scelto nel corso del secondo giro (43º assoluto) del Draft NFL 2019 dai Green Bay Packers. Il 13 maggio 2019 firmò il suo contratto da rookie. Debuttò come professionista subentrando nella gara del primo turno contro i Chicago Bears. La sua prima stagione si concluse disputando tutte le 16 partite (14 delle quali come titolare), venendo inserito nella formazione ideale dei rookie della Pro Football Writers Association.
Nel 2020 Jenkins fu convocato per il suo primo Pro Bowl (non disputato a causa della pandemia di COVID-19). Tornò a essere selezionato nel 2022 al posto di Landon Dickerson, impegnato nel Super Bowl LVII.

## Palmarès
- Convocazioni al Pro Bowl: 2

2020, 2022
- PFWA All-Rookie Team - 2019